# Apeadeiro de Águas Santas
O Apeadeiro de Águas Santas - Palmilheira é uma interface da Linha do Minho, que serve a localidade de Águas Santas e Palmilheira, no município de Maia, em Portugal.

## Descrição

### Localização e acessos

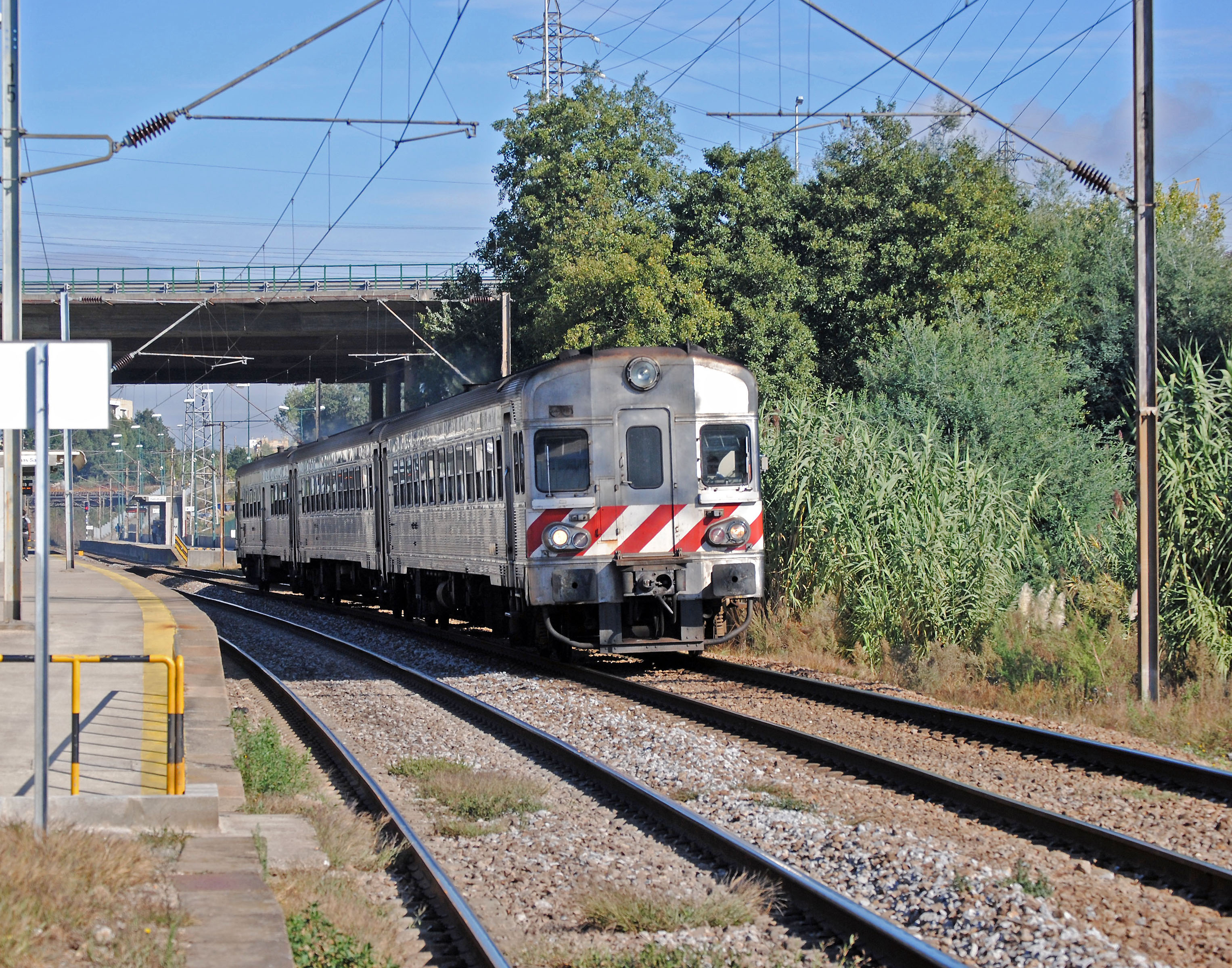
Automotora a passar pelo Apeadeiro de Águas Santas, em 2010. Ao fundo, à direita da via, o Apeadeiro de Palmilheira.

O apeadeiro de Águas Santas situa-se no limite oriental do município da Maia, confinando com os territórios vizinhos de Valongo, a nascente, e Gondomar, a sul; é atravessada superiomente pela autoestrada A4. Esta interface comunica internamente via passagem pedonal superior com o vizinho apeadeiro de Palmilheira, com o qual partilha o serviço comercial, e tem acesso ao exterior pela Rua Dr. Mário Rosas da Silva — por esta se chega às paragens de autocarro mais próximas (carreira 51, ambos sentidos), a mais de meio quilómetro.

### Infraestrutura
Nos seus pontos quilométricos nominais, Águas Santas e Palmilheira distam apenas 202 m — valor muito inferior à média nacional em qualquer categoria, incluindo entre gares de passageiros em enquadramento urbano (cp., e.g., 1084 m entre Entrecampos e Roma-Areeiro, em Lisboa), e inferior até ao comprimento típico das plataformas de gares surburbanas em Portugal; neste caso dista a extremidade sul da plataforma de Águas Santas apenas 8 m da extremidade norte da plataforma de Palmilheira.[carece de fontes?] Por isso a sua exploração comercial é partilhada de forma a que os comboios que circulam na via poente (sentido ascendente, de sul para norte) têm paragem em Águas Santas, enquanto que os comboios que circulam na via nascente (sentido descendente, de norte para sul) têm paragem em Palmilheira — dispondo para isso cada uma destas interfaces de plataforma e respetivos abrigos, acessos e amenidades diversas apenas do lado correspondente da via; este arranjo invulgar está em vigor desde pelo menos 1985.

### Serviços
Esta interface é servida pelos comboios urbanos de Porto-São Bento a Braga, Guimarães, da Divisão do Porto da operadora Comboios de Portugal, aparecendo em conjunto nos horários com o Apeadeiro de Palmilheira, formando uma só paragem, com o nome de Águas Santas / Palmilheira.

## História

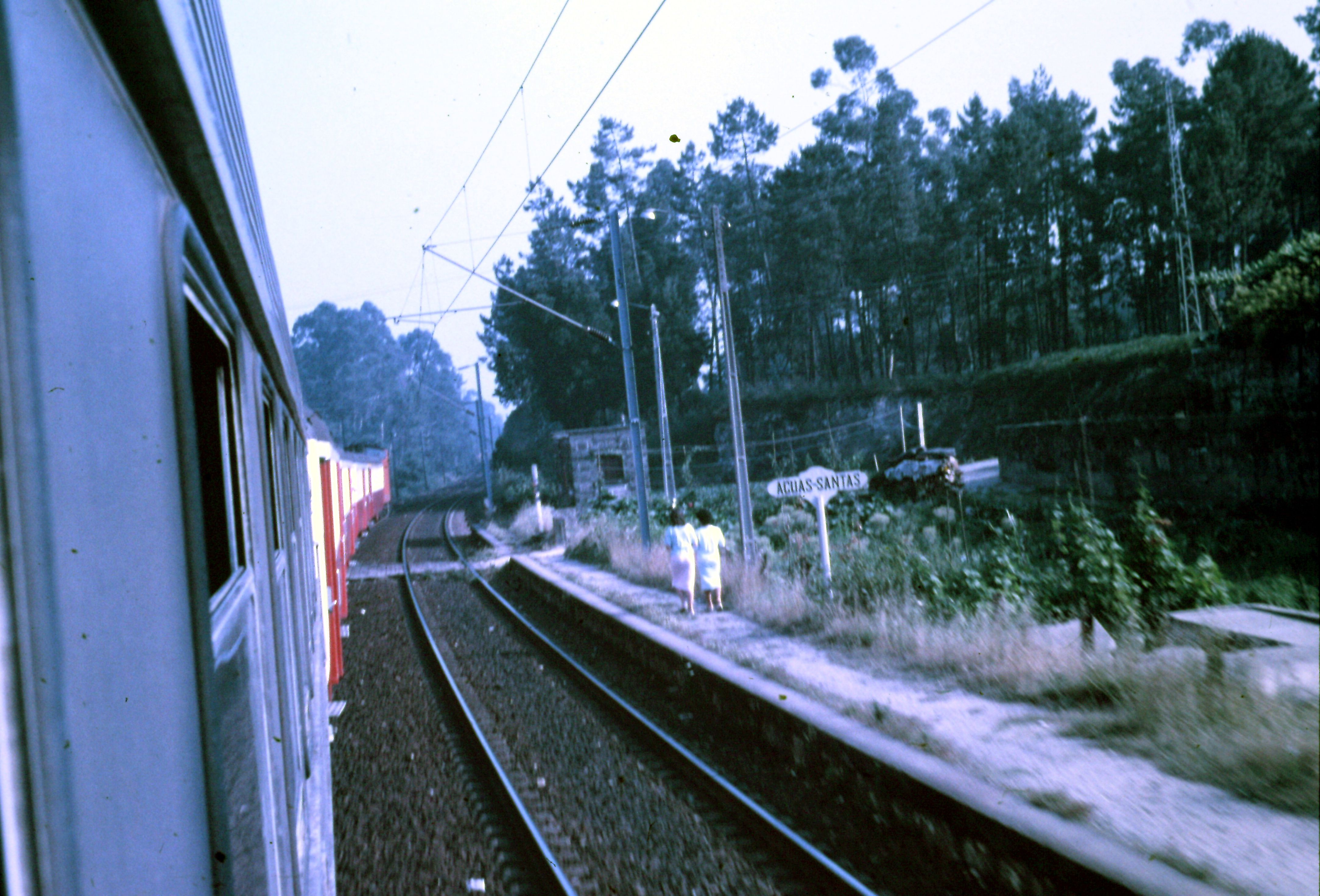
Comboio regional passando por Águas Santas, na década de 1980.

Este apeadeiro situa-se no lanço da Linha do Minho entre as estações de Campanhã e Nine, que entrou ao serviço em 21 de Maio de 1875, em conjunto com o Ramal de Braga.
Em 1933, a Comissão Administrativa do Fundo Especial aprovou a construção de uma plataforma para passageiros neste apeadeiro, tendo esta obra sido feita pela Companhia dos Caminhos de Ferro Portugueses no ano seguinte.

Em 7 de dezembro de 2015, três jovens, dois de nacionalidade espanhola e um português, foram atropelados mortalmente por um comboio neste apeadeiro, quando estavam a tentar grafitar um outro comboio que estava ali parado. Os pais de dois destes jovens pediram que fosse julgado o revisor do comboio parado, que utilizou um extintor para se defender dos jovens, alegando que o pó do extintor tinha-os impedido de ver a outra composição a aproximar-se. Porém, o Ministério Público da Maia arquivou o processo em 7 de Novembro de 2018, tendo chegado à conclusão que o pó do extintor não tinha sido suficiente para ocultar as luzes do comboio que se estava a aproximar. Em 22 de Outubro de 2018, uma mulher foi atropelada por um comboio neste apeadeiro, tendo ficado gravemente ferida.